# 心のリズム飛び散るバタフライ
「心のリズム飛び散るバタフライ」（こころのリズムとびちるバタフライ）はdoaの8枚目のシングル。

## 内容
タイアップは、
- テレビ朝日アニメ『蒼天の拳』前期エンディングテーマ
- Kiss-FM KOBE 12月度 Kiss HOTRAXX EXTRA
- Kiss-FM KOBE「kankiss.jp」11・12月エンディングテーマ
- 2006年12月度Monthly A Music selected by 5Kansai AM stations
- 「MU-GEN～Music Generations～」2006年12月度エンディングテーマ

の5つであり、doaの楽曲では当時は最多であったが、「365のダイヤモンド」で7つに更新された。
- USENでのリクエストが多く、数ヶ月間USENリクエストTOP10に入り、上半期総合3位にランクインした。 また、USEN年間総合チャートでは2位にランクインした。
- PV内では、吉本大樹もアコースティックギターを弾いている。
- PVはdoaの三人が街を出歩くものと誰もいないオーケストラミットで撮影されたものの2種類があり、CSの音楽専門チャンネルでは後者がOAされる。

また同名タイトルのラジオ番組がKiss-FM KOBEで放送され、彼らがサウンドクルー(同局独自のDJの呼称)を務めた。彼らにとっては初のラジオレギュラー番組となった。(2007年1月7日～2007年9月30日放送)

## 収録曲
全作曲・編曲：徳永暁人
1. 心のリズム飛び散るバタフライ
作詞：徳永暁人
2. One Love
作詞：大田紳一郎
3. she's gone
作詞：吉本大樹

## 収録アルバム
- 3 (#1) (#2)
- doa BEST ALBUM "open_door" 2004-2014 (#1)